# V – The New Mythology Suite
Den korrekta titeln på den här artikeln är V: The New Mythology Suite. Utelämnandet av kolon är på grund av tekniska begränsningar.
V: The New Mythology Suite är det femte studioalbumet av det amerikanska progressiv metal-bandet Symphony X, utgivet oktober 2000 av skivbolagen Metal Blade Records (USA)/InsideOut Music (Europa). Det är ett konceptalbum som handlar om Atlantis, egyptisk mytologi och astrologi.

## Låtlista
1. "Prelude" – 1:07
2. "Evolution (The Grand Design)" (Michael Romeo, Russell Allen, Jason Rullo, Michael Pinnella) – 5:20
3. "Fallen" (Allen, Romeo, Pinnella, Michael Lepond, Rullo) – 5:51
4. "Transcendence (Segue)" (instrumental) (Romeo) – 0:39
5. "Communion and the Oracle" (Romeo, Rullo Pinnella) – 7:45
6. "The Bird-Serpent War / Cataclysm" (Pinnella, Romeo) – 4:02
7. "On the Breath of Poseidon (Segue)" (Instrumental) (Romeo) – 3:02
8. "Egypt" (Romeo, Allen, Rullo, Pinnella, Lepond) – 7:04
9. "The Death of Balance / Lacrymosa" (instrumenta) (Romeo, Rullo) – 3:42
10. "Absence of Light" (Romeo, Allen, Pinnella) – 4:59
11. "A Fool's Paradise" (Allen, Pinnella, Romeo) – 5:49
12. "Rediscovery (Segue)" (instrumental) (Romeo, Pinnella) – 1:25
13. "Rediscovery (Part II) - The New Mythology" (Romeo, Pinnella, Allen, Rullo) – 12:01

## Medverkand
Symphony X-medlemmar
- Russell Allen – sång
- Michael Romeo – gitarr, sitar, miniharpa, bakgrundssång
- Michael Pinnella – keyboard, bakgrundssång, kniv- och motorsågsjonglering
- Mike LePond – basgitarr
- Jason Rullo – trummor

Produktion
- Michael Romeo – producent
- Eric Rachel – producent, ljudtekniker
- Alan Douches – mastering
- Richard Krauss – foto